# El Jinete solitario en el valle de los buitres
Série El Jinete solitario
El Jinete solitario
(1958)
Pour plus de détails, voir Fiche technique et Distribution.
El Jinete solitario en el valle de los buitres (en français : Le cavalier solitaire dans la vallée des vautours) est un western mexicain réalisé par Rafael Baledón et sorti en 1958. C'est le premier film d'une trilogie. Il est suivi par El Jinete solitario (1958) et Zorro dans la vallée des fantômes (El jinete solitario en el valle de los desaparecidos) (1960), tous deux réalisés par Rafael Baledón.

## Fiche technique
- Titre original : El Jinete solitario en el valle de los buitres
- Réalisation : Rafael Baledón
- Scénario : Rafael Baledón, Eva Guerrero Larrañaga
- Musique : Raúl Lavista
- Production : Rafael Pérez Grovas
- Société(s) de production : Tele Talia Films
- Pays d’origine :  Mexique
- Langue originale : espagnol
- Format : noir et blanc — son Mono
- Genre : western, drame, aventure
- Durée : 75 minutes
- Dates de sortie :
  - Mexique : 11 décembre 1958

## Distribution
- Demetrio González : el jinete solitario
- José Chávez
- Enrique Couto
- Pedro de Aguillón
- Rosa de Castilla
- José Dupeyrón
- Antonio Dávila
- Jaime Fernández
- Emilio Garibay
- Aurelio Jimenez
- Isabel Jimenez
- Carlos Suárez
- Hernán Vera
- Manuel Vergara 'Manver'